# Dyskografia The Ting Tings
Dyskografia The Ting Tings – brytyjskiego indiepopowego zespołu składa się z trzech albumów studyjnych, trzech minialbumów oraz jedenastu singli.
Zespół został założony w 2004 roku w Salford przez Katie White (wokal, gitara basowa, bęben wielki, cowbell) i Julesa De Martino (perkusja, gitara prowadząca, gitara basowa, wokal, fortepian). W 2006 roku muzycy podpisali kontrakt z wytwórnią Switchflicker Records i rok później wydany został ich debiutancki singel „Fruit Machine” w edycji limitowanej. Po występie na Glastonbury Festival w 2007 roku zespół podpisał kontrakt z wytwórnią muzyczną Columbia Records.
16 maja 2008 roku został wydany debiutancki album studyjny The Ting Tings, zatytułowany We Started Nothing, na którym znalazł się singel „Fruit Machine”. Wydawnictwo uzyskało status podwójnej platynowej płyty w Wielkiej Brytanii, platynowej płyty w Irlandii oraz złotej płyty w Australii oraz we Francji. Do marca 2012 roku zostało sprzedanych ponad 2 000 000 kopii tego albumu na całym świecie. Drugim singlem z płyty został utwór „Great DJ”, który zadebiutował na 33. pozycji w notowaniu UK Singles Chart. Na trzeci singel wybrano „That's Not My Name”, który uplasował się na szczycie listy przebojów w Wielkiej Brytanii. Uzyskał on status platynowej płyty w Australii i w Stanach Zjednoczonych oraz złotej płyty w Danii i w Wielkiej Brytanii. Stał on się także najlepiej sprzedającym singlem w całej karierze The Ting Tings w ich rodzimym kraju. 21 czerwca 2008 roku jako czwarty singel wydany został utwór „Shut Up and Let Me Go”, który dotarł do pierwszej dziesiątki listy przebojów w Irlandii i Wielkiej Brytanii. Następnymi singlami z płyty były „Be the One” i „We Walk”.
11 października 2010 roku ukazał się singel „Hands”, który promował drugi album studyjny zespołu, Sounds from Nowheresville. Album zajął dwunaste miejsce na liście przebojów w Szwajcarii oraz dwudzieste trzecie w Wielkiej Brytanii. Kolejnym singlem został utwór „Hang It Up”, który zadebiutował na 125. miejscu w notowaniu UK Singles Chart ze sprzedażą 2 098 kopii. Na trzeci singel z płyty wybrano „Hit Me Down Sonny”.
W 2014 roku wydany został trzeci album studyjny, zatytułowany Super Critical, który nie odniósł już tak dużego sukcesu komercyjnego jak poprzednie albumy zespołu. Pierwszy singel „Wrong Club” uplasował się na drugiej pozycji w notowaniu Hot Dance Club Songs, publikowanym przez tygodnik Billboard. Następnym singlem z płyty był utwór „Do It Again”.

## Albumy studyjne
| Rok                                                     | Dane dot. albumu                                                                                                | Najwyższe pozycje na listach | Najwyższe pozycje na listach | Najwyższe pozycje na listach | Najwyższe pozycje na listach | Najwyższe pozycje na listach | Najwyższe pozycje na listach | Najwyższe pozycje na listach | Najwyższe pozycje na listach | Najwyższe pozycje na listach | Najwyższe pozycje na listach | Najwyższe pozycje na listach | Najwyższe pozycje na listach | Najwyższe pozycje na listach | Najwyższe pozycje na listach | Certyfikat                                                | Sprzedaż                                                                       |
| Rok                                                     | Dane dot. albumu                                                                                                | UK                           | AUS                          | AUT                          | BEL (FLA)                    | BEL (WAL)                    | ESP                          | FRA                          | GER                          | IRL                          | JPN                          | NLD                          | NZL                          | SWI                          | USA                          | Certyfikat                                                | Sprzedaż                                                                       |
| ------------------------------------------------------- | --- | ---------------------------- | ---------------------------- | ---------------------------- | ---------------------------- | ---------------------------- | ---------------------------- | ---------------------------- | ---------------------------- | ---------------------------- | ---------------------------- | ---------------------------- | ---------------------------- | ---------------------------- | ---------------------------- | --------------------------------------------------------- | ------------------------------------------------------------------------------ |
| 2008                                                    | We Started Nothing - Wydany: 16 maja 2008 - Wytwórnia: Columbia Records - Format: CD, digital download          | 1                            | 22                           | 57                           | 38                           | 54                           | –                            | 21                           | 59                           | 3                            | 50                           | 20                           | 16                           | 28                           | 78                           | - UK: 2× platyna - AUS: złoto - FRA: złoto - IRL: platyna | - Świat: 2 000 000+ - UK: 632 341 - AUS: 35 000+ - FRA: 38 030 - USA: 362 000+ |
| 2012                                                    | Sounds from Nowheresville - Wydany: 27 lutego 2012 - Wytwórnia: Columbia Records - Format: CD, digital download | 23                           | 51                           | 30                           | 67                           | 46                           | 100                          | 59                           | 50                           | 44                           | 49                           | 53                           | –                            | 12                           | 87                           |                                                           | - UK: 6 246 - USA: 21 000+                                                     |
| 2014                                                    | Super Critical - Wydany: 27 października 2014 - Wytwórnia: Finca Records - Format: CD, digital download         | 111                          | –                            | –                            | –                            | 172                          | –                            | –                            | –                            | –                            | 100                          | –                            | –                            | –                            | –                            |                                                           |                                                                                |
| „–” oznacza, że album nie był notowany na danej liście. | |                              |                              |                              |                              |                              |                              |                              |                              |                              |                              |                              |                              |                              |                              |                                                           |                                                                                |

## EP
| Rok  | Dane dot. albumu                                                                                             |
| ---- | --- |
| 2008 | iTunes Live: London Festival '08 - Wydany: 26 sierpnia 2008 - Wytwórnia: Sony BMG - Format: digital download |
| 2008 | Live from SoHo - Wydany: 13 września 2008 - Wytwórnia: Sony BMG - Format: digital download                   |
| 2008 | Live at Lollapalooza 2008 - Wydany: 30 września 2008 - Wytwórnia: Sony BMG - Format: digital download        |

## Single
| 2007                                                     | „Fruit Machine”         | –   | –  | –  | –  | –  | –  | –  | –   | –  | –  | –  | – | –  | –  | –  | – |                                                        |                              | We Started Nothing        |
| 2008                                                     | „Great DJ”              | 33  | 52 | –  | 47 | –  | –  | –  | –   | –  | 35 | –  | – | –  | –  | –  | 9 |                                                        |                              | We Started Nothing        |
| 2008                                                     | „That's Not My Name”    | 1   | 8  | 34 | 48 | –  | 68 | 10 | –   | 42 | 2  | 59 | 8 | 23 | 44 | 39 | 4 | - UK: złoto - AUS: platyna - DEN: złoto - USA: platyna | - UK: 450 000 - AUS: 70 000+ | We Started Nothing        |
| 2008                                                     | „Shut Up and Let Me Go” | 6   | 44 | 52 | 31 | 29 | 29 | –  | 152 | 43 | 9  | 65 | – | –  | 48 | 55 | 7 | - UK: srebro - USA: platyna                            |                              | We Started Nothing        |
| 2008                                                     | „Be the One”            | 28  | –  | –  | –  | –  | –  | –  | –   | –  | –  | –  | – | –  | –  | –  | – |                                                        |                              | We Started Nothing        |
| 2009                                                     | „We Walk”               | 58  | –  | –  | –  | –  | –  | –  | –   | –  | –  | –  | – | –  | –  | –  | – |                                                        |                              | We Started Nothing        |
| 2010                                                     | „Hands”                 | 29  | 57 | –  | 26 | 31 | –  | 40 | –   | –  | –  | –  | – | –  | 70 | –  | 1 |                                                        |                              | Sounds from Nowheresville |
| 2011                                                     | „Hang It Up”            | 125 | –  | –  | –  | –  | –  | –  | –   | –  | –  | –  | – | –  | –  | –  | – |                                                        | - UK: 2 098                  | Sounds from Nowheresville |
| 2012                                                     | „Hit Me Down Sonny”     | –   | –  | –  | –  | –  | –  | –  | –   | –  | –  | –  | – | –  | –  | –  | – |                                                        |                              | Sounds from Nowheresville |
| 2014                                                     | „Wrong Club”            | –   | –  | –  | –  | –  | –  | –  | –   | –  | –  | –  | – | –  | –  | –  | 2 |                                                        |                              | Super Critical            |
| 2014                                                     | „Do It Again”           | –   | –  | –  | –  | –  | –  | –  | –   | –  | –  | –  | – | –  | –  | –  | – |                                                        |                              | Super Critical            |
| „–” oznacza, że singel nie był notowany na danej liście. |                         |     |    |    |    |    |    |    |     |    |    |    |   |    |    |    |   |                                                        |                              |                           |

## Pozostałe utwory
| Rok  | Tytuł                | Uwagi                        |
| ---- | -------------------- | ---------------------------- |
| 2010 | „We’re Not the Same” | Wydany do pobrania za darmo. |

### Z gościnnym udziałem
| Rok  | Tytuł            | Album                        | Uwagi                                      |
| ---- | ---------------- | ---------------------------- | ------------------------------------------ |
| 2010 | „Happy Birthday” | Music Is...Awesome! Volume 2 | Gościnny występ w utworze Yo Gabba Gabba!. |

### Notowane na listach
| Rok  | Tytuł          | Najwyższe pozycje na listach | Album                     |
| Rok  | Tytuł          | FRA                          | Album                     |
| ---- | -------------- | ---------------------------- | ------------------------- |
| 2012 | „Soul Killing” | 131                          | Sounds from Nowheresville |

## Teledyski
| Rok  | Tytuł                                  | Reżyser         |
| ---- | -------------------------------------- | --------------- |
| 2007 | „That’s Not My Name” (wersja pierwsza) | Sophie Muller   |
| 2008 | „Great DJ”                             | Rachel Reupke   |
| 2008 | „That’s Not My Name” (wersja druga)    | Indica          |
| 2008 | „Shut Up and Let Me Go”                | Alex & Liane    |
| 2008 | „Be The One”                           | Keith Schofield |
| 2009 | „That’s Not My Name” (wersja trzecia)  | Alex & Liane    |
| 2009 | „We Walk”                              | Ben IB          |
| 2010 | „Hands”                                | Warren Fu       |
| 2011 | „Hang It Up”                           | Dan Gable       |
| 2011 | „Hang It Up” (Live in Paris)           | Dan Gable       |
| 2011 | „Silence (Bag Raiders Remix)”          | Dan Gable       |
| 2012 | „Hands” (live from Paris)              | Dan Gable       |
| 2012 | „Day To Day (Acoustic)”                | George Taylor   |
| 2012 | „Hit Me Down Sonny” (Live From Paris)  | Dan Gable       |
| 2014 | „Wrong Club”                           | Lisa Paclet     |
| 2014 | „Do It Again”                          | Daffy           |